# Rauðhólar (Reykjavíkurborg)
Koordinaten: 64° 5′ 43″ N, 21° 45′ 19″ W

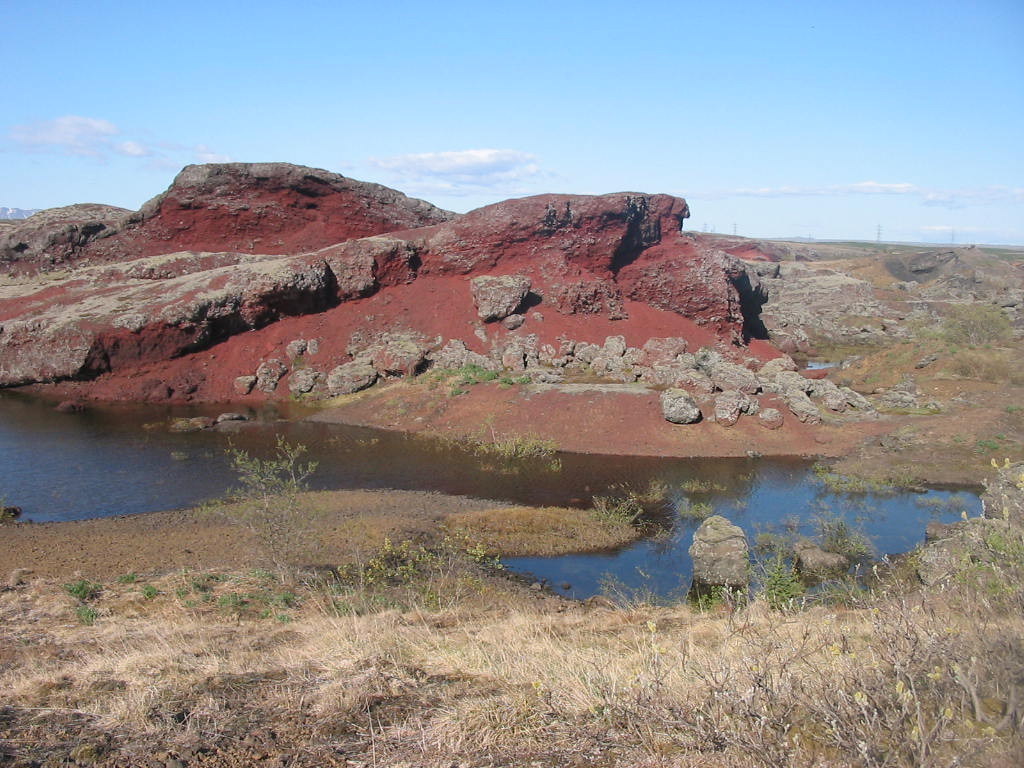
Rauðhólar bei Reykjavík

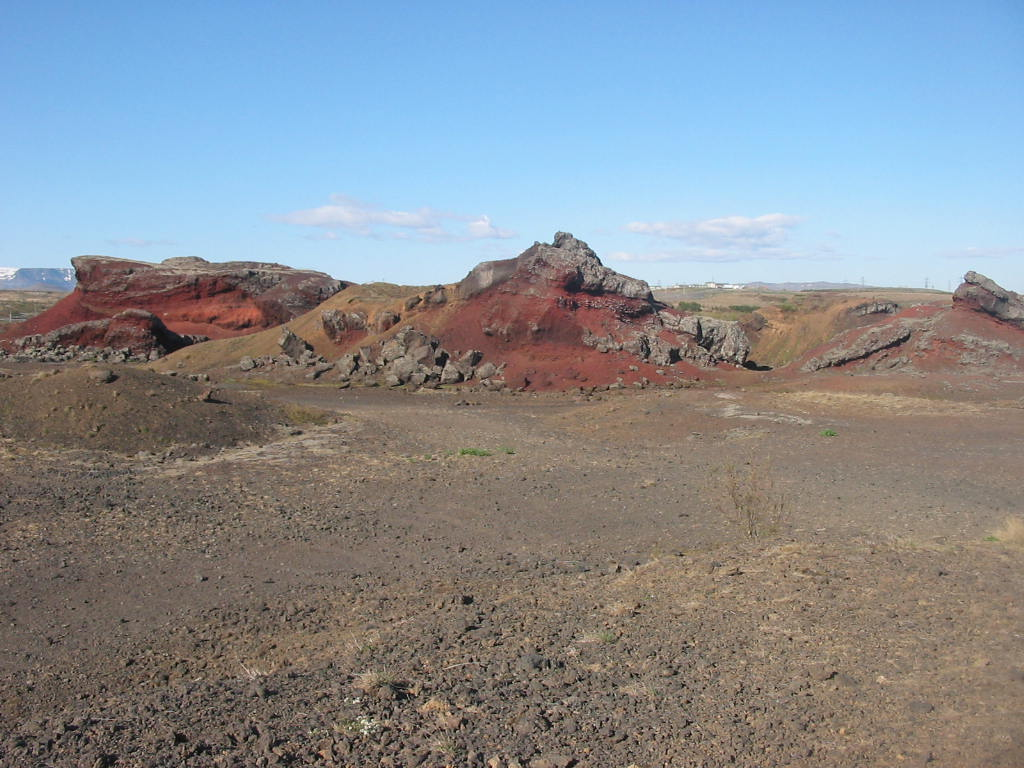
Weitere meist beschädigte Krater der Gruppe

Die Rauðhólar (dt. „rote Hügel“) sind eine Gruppe von Pseudokratern in der isländischen Hauptstadtgemeinde Reykjavíkurborg.

## Geografie
Die Hügel befinden sich im Erholungsgebiet Heiðmörk direkt westlich des Hringvegur etwas außerhalb des Stadtgebiets von Reykjavík.

## Vulkanismus
Die Krater entstanden bei Vulkanausbrüchen im Vulkansystem der Brennisteinsfjöll vor etwa 4.700 Jahren.
Die Laven strömten aus dem Gebirgszug der Bláfjöll hinunter in die Ebene, bildeten das Lavafeld Leitahraun und bedeckten dabei ein Feuchtgebiet. Verschiedene Lavahöhlen, wie unter anderem die Búri (Höhle) sind hier lokalisiert.
Das Zusammentreffen von heißer Lava mit dem Wasser löste phreatomagmatische Explosionen aus, bei denen sich die Pseudokrater bildeten. Bei ihnen handelt es sich um eine Gruppe von Schlacken- und Schweißschlackenkegeln, die eine Fläche von etwa 1,2 km2 bedeckt. Eine Karte von 1912 zeigt die ursprüngliche Ausdehnung des Feldes und die Form der Krater, deren größter immerhin 212 m im Durchmesser zustande brachte. Er erhob sich 22 m über das Plateau bestehend aus Schlacken von etwa 5 m Dicke und einer 7 m dicken Lavaschicht.
Die Beschädigungen der Krater brachten deren Inneres ans Tageslicht. So kann man erkennen, dass die einzelnen Krater sich über längere Zeit in einer Serie von Explosionen aufbauten.
Die rote Farbe der Krater erklärt sich durch einen hohen Gehalt an Eisen.

## Entwicklungen im Gebiet
Die Gruppe bestand ursprünglich aus 150 Pseudokratern. Von diesen existiert jedoch nur noch ein Teil und zahlreiche Krater sind zudem stark beschädigt worden. Dies erklärt sich durch eine jahrelange Materialentnahme vor allem zum Straßenbau und zum Bau des Flughafens von Reykjavík durch die Alliierten während des Zweiten Weltkrieges. Seit 1962 stehen die Krater unter Naturschutz. Das Gebiet gehört zur Heiðmörk.